# بيل بارنز
بيل بارنز (بالإنجليزية: Bill Barnes)‏ (16 مارس 1939 بدمبارتون في المملكة المتحدة - ) هو لاعب كرة قدم بريطاني في مركز الدفاع. لعب مع برادفورد سيتي ونادي سكاربورو وأرنولد تاون ونادي برادفورد بارك أفنيو.